# التهاب الدماغ الحوفي
التهاب الدماغ الحوفي هو شكل من أشكال التهاب الدماغ يحدث بسبب المناعة الذاتية أو بسبب الأورام أو الأباعد الورمية، وبالرغم من التسمية فإن المرض لا يقتصر الجهاز الحوفي، حيث أظهرت الدراسات على جثث المتوفين بهذا المرض وجود إصابات لأجزاء أخرى من الدماغ.   وصف Brierley (وآخرين) المرض لأول عام 1960، وقد لوحظ ارتباط بعض الحالات بوجود أورام لأول مرة في عام 1968، وهو أكده المحققون بعد ذلك. 
يُصنف التهاب الدماغ الحوفي استنادا لنوع الأجسام المضادة التلقائية المُسببة له، وفيما يلي أكثر الأنواع شيوعًا:
- مضادات Hu المرتبطة بسرطان الخلايا الصغيرة في الرئة
- مضادات Ma2 المرتبطة بأورام الخلايا الجنسية في الخصية
- مضادات NMDAR المرتبطة بأورام المبيضين والتي عادة ما تكون أورام مسخية.

عقب نشر تقرير عام 1999 لحالة مراهق يبلغ من العمر 15 عامًا من أصول هندية يعيش بجنوب إفريقيا يُعاني من فقدان ذاكرة تحت الحاد بسبب التهاب دماغي نتج عن عدوي الهربس-1،  كما وُصفت حالات مماثلة من حالات لم تعاني من وجود أباعد ورمية. ارتبطت بوجود الأجسام المضادة الذاتية واستجابتها للستيرويدات. 

## التصنيف
يُصنف التهاب الدماغ الحوفي بشكل عام إلى نوعين: التهاب الدماغ الحوفي الورمي والتهاب الدماغ الحوفي غير الورمي.
- يحدث التهاب الدماغ الحوفي الورمي بسبب الأورام، ويمكن علاجه عن طريق إزالة هذا الورم.
- أما التهاب الدماغ الحوفي غير الورمي فلا يصاحبه وجود أورام، وينتج بسبب عدوى أو بسبب اضطراب في المناعة الذاتية أو لأسباب أخرى لم يُتوصل لمعرفتها بعد. [8]

## الأعراض والعلامات
تتطور الأعراض على مدار أيام أو أسابيع، يعتبر التطور (دون الحاد) لضعف الذاكرة قصير المدى هو السمة المميزة لهذا المرض، كما تشمل الأعراض (الأكثر وضوحًا) الصداع والتهيجة واضطراب النوم والوهام والهلوسة والتشنجات والذهان.

## الأسباب
يرتبط التهاب الدماغ الحوفي بالمناعة الذاتية.  والتي تحدت في التهاب الدماغ الحوفي غير الورمي كاستجابة للمناعة ضد العدوى (مثل فيروس الهربس البسيط عادةً) أو بسبب الأمراض المناعية الذاتية. كما قد تحدث في التهاب الدماغ الحوفي الورمي بسبب وجود أورام.

## التشخيص
يُعد تشخيص التهاب الدماغ الحوفي صعب للغاية، ومن المعتاد أن يتأخر التشخيص لأسابيع، كما أن الاختبار التشخيصي الرئيسي (الذي هو الكشف عن الأجسام المضادة الذاتية في السائل النخاعي) لا توفره معظم مختبرات المناعة، حيث أن بعض الأجسام المضادة شديدة الندرة (مثل NMDAR) لا يوجد لها مقايسة متاحة تجاريًا ولا يمكن قياسها إلا من خلال عدد قليل جدًا من مختبرات الأبحاث حول العالم، وهو ما يؤدي إلى مزيد من تأخير التشخيص بالأسابيع أو الأشهر. ويُشخص معظم مرضى التهاب الدماغ الحوفي في البداية على أنهم مصابون بالتهاب الدماغ الهربسي، وذلك لأنه لا يمكن التمييز بينهما سريريًا.  كما هو الحال أيضا في التهاب الدماغ بسبب هربس-6.
هناك مجموعتان من معايير التشخيص المستخدمة، اقترح Gultekin (وآخرون) إحداهما عام عام 2000. 
| معايير Gultekin |
| --- |
| إما مظاهرة مرضية تشير إلى التهاب الدماغ الحوفي |
| أو البنود الأربعة الآتية: - فقدان الذاكرة قصير المدى، نوبات صرعية، أعراض نفسية تشير إلى إصابة الجهاز الحوفي - أقل من 4 سنوات بين ظهور الأعراض العصبية وتشخيص السرطان - استبعاد الانبثاث والعدوى والعجز الأيضي والتغذوي والسكتة الدماغية والآثار الجانبية للعلاجات التي قد تسبب اعتلال الدماغ الحوفي - واحد على الأقل مما يأتي: - وجود دلائل علي الالتهاب في السائل الدماغي الشكوي - فرط كثافة الفص الصدغي علي الجانبين أثناء التصوير بالرنين المغناطيسي - إشارة تخطيط كهرباء الدماغ إلى وجود صرع بالفص الصدغي أو نشاط بطيء للفص الصدغي |

اقترح Graus و Saiz مجموعة منقحة من المعايير عام 2005. 
| معايير Graus و Saiz |
| --- |
| كل الأربعة الآتية - ظهور نوبات، فقدان الذاكرة القصيرة المدى، توهان، أعراض النفسية بشكل تحت الحاد ( أقل من 12 أسبوعًا) - دلائل مرضية أو إشعاعية (التصوير بالرنين المغناطيسي، التصوير بآشعة غاما، التصوير المقطعي بالإصدار البوزيتروني) على إصابة الجهاز الحوفي - استبعاد مسببات الأخرى المحتملة لاضراب الجهاز الحوفي - ظهور سرطان في غضون 5 سنوات من تشخيص الأعراض العصبية، أو تطور الأعراض الكلاسيكية لخلل الجهاز الحوفي بالاقتران مع الأجسام المضادة للأورام (Hu ، Ma2 ، CV2 ، amphiphysin ، Ri) |

يكمن الفرق الرئيسي بين مجموعتي المعايير في ما إذا كان الكشف عن الأجسام المضادة للأورام ضروريًا للتشخيص أم لا.

### الفحوصات

#### السائل الدماغي الشوكي (CSF)
يُظهر فحص السائل الدماغي الشوكي ارتفاع عدد الخلايا الليمفاوية (لكن أقل 100 خلية / ميكرولتر عادة) ؛ وارتفاع نسبة الروتين (ولكن أقل من 1.5 جم / لتر عادة)، ارتفاع مؤشر الغلوبولينات المناعية والشرائط قليلة النسائل، فيما تظل نسبة الجلوكوز طبيعية، وومن الجدير بالذكر أن السائل الشوكي قد يبدو طبيعيا تماما في بعض المرضى الذين لديهم أجسام مضادة لقنوات البوتاسيوم ذات الجهد الكهربائي.   

#### التصوير العصبي
يُعتبر تصوير الدماغ بالرنين المغناطيسي الفحص الأولي الذي يشير إلى وجود اضطراب في الفص الحوفي عن طريق الكشف عن زيادة إشارة T2 المعنية بالفص الصدغي لأحد الجانبين أو كليهما في معظم الحالات.  
كما يُستخدم التصوير بالرنين المغناطيسي والتصوير بآشعة غاما والتصوير المقطعي بالإصدار البوزيتروني

#### الفيزيولوجيا الكهربية العصبية
يظهر في تخطيط كهرباء الدماغ تباطؤ غير محدد ونشاط صرع ناشئ من الفص الصدغي. 

## العلاج
يُعتبر التهاب الدماغ الحوفي مرض نادر بشكل يُعيق من وجود تجارب معشاة ذات شواهد لتوجيه العلاج، وتشمل العلاجات المُجربة كل من الجلوبيولين المناعي الوريدي واستخراج البلازما والكورتيكوستيرويدات وسيكلوفوسفاميد وريتوكسيماب. 
وإذا تبين وجود ورم فإن عملية الشفاء لن تكتمل حتى إزالة هذا الورم، ولسوء الحظ فإن هذا ليس ممكنًا دائمًا، خاصة إذا كان الورم خبيثًا وفي مراحل متقدمة.